# باقر تبریزی
میرزا باقر تبریزی از خوشنویسان دوره قاجار و خوشنویسان خط نسخ و نستعلیق مقیم شهر تبریز بود.
محمدتقی سپهر سال وفات او را ۱۲۸۰ ضبط کرده‌است که دقیق به نظر نمی‌رسد و ظاهراً او تا اوایل قرن چهاردهم زنده بوده‌است.

## آثار
چند کتاب به خط او به روش چاپ سنگی منتشر شده که از آن جمله است:
- کلیله و دمنه معروف به چاپ امیرنظام، که به دستور امیر نظام گروسی و به تصحیح اعتضاد الممالک در ۱۳۰۰ در تبریز چاپ شده‌است.
- حجة السعادة تألیف اعتمادالسلطنه، که در ۱۳۱۰ در همان شهر به چاپ رسیده‌است.[۳]